# Skała pod Prądem
Skała pod Prądem – skała we wsi Suliszowice w województwie śląskim, w powiecie myszkowskim, w gminie Żarki. Znajduje się na Wyżynie Częstochowskiej w obrębie Wyżyny Krakowsko-Częstochowskiej.
Skała pod Prądem znajduje się w lesie po północno-wschodniej stronie zabudowanego obszaru Suliszowic, tuż przy linii wysokiego napięcia, pod którą wykonana jest szeroka przecinka. Skała znajduje się na obrzeżu lasu po zachodniej stronie tej linii, w odległości około 150 m na północ od niebieskiego szlaku turystycznego. Wspinacze skalni odkryli ją dopiero w 2017 roku. Przygotowano ją do wspinaczki skalnej i pierwsze drogi wspinaczkowe poprowadzono na niej w 2019 r.. W 2021 r. są już 22 drogi o trudności od III do VI.1+ w skali Kurtyki i ekspozycji na trzy strony świata. Na większości zamontowano stałe punkty asekuracyjne: ringi (r), stanowiska zjazdowe (st), dwa ringi zjazdowe (drz) lub ringi zjazdowe (rz). Tylko na czterech drogach wspinaczka tradycyjna lub częściowo tradycyjna (trad).
1. Om; IV+, 2r + drz
2. Amper; V+, 2r + 2rz
3. Volt; V+, 2r + 2rz
4. Zwarta rysa; V, trad
5. Gosia; VI.1, 2r + 2rz
6. Małgosia; VI, 2r + 2rz
7. Dla Zosia; III+, 2r + st
8. Plac zabaw; III+, 2r + st
9. Dla Janka; IV, 2r + st
10. Moja pierwsza;V, 3r + st

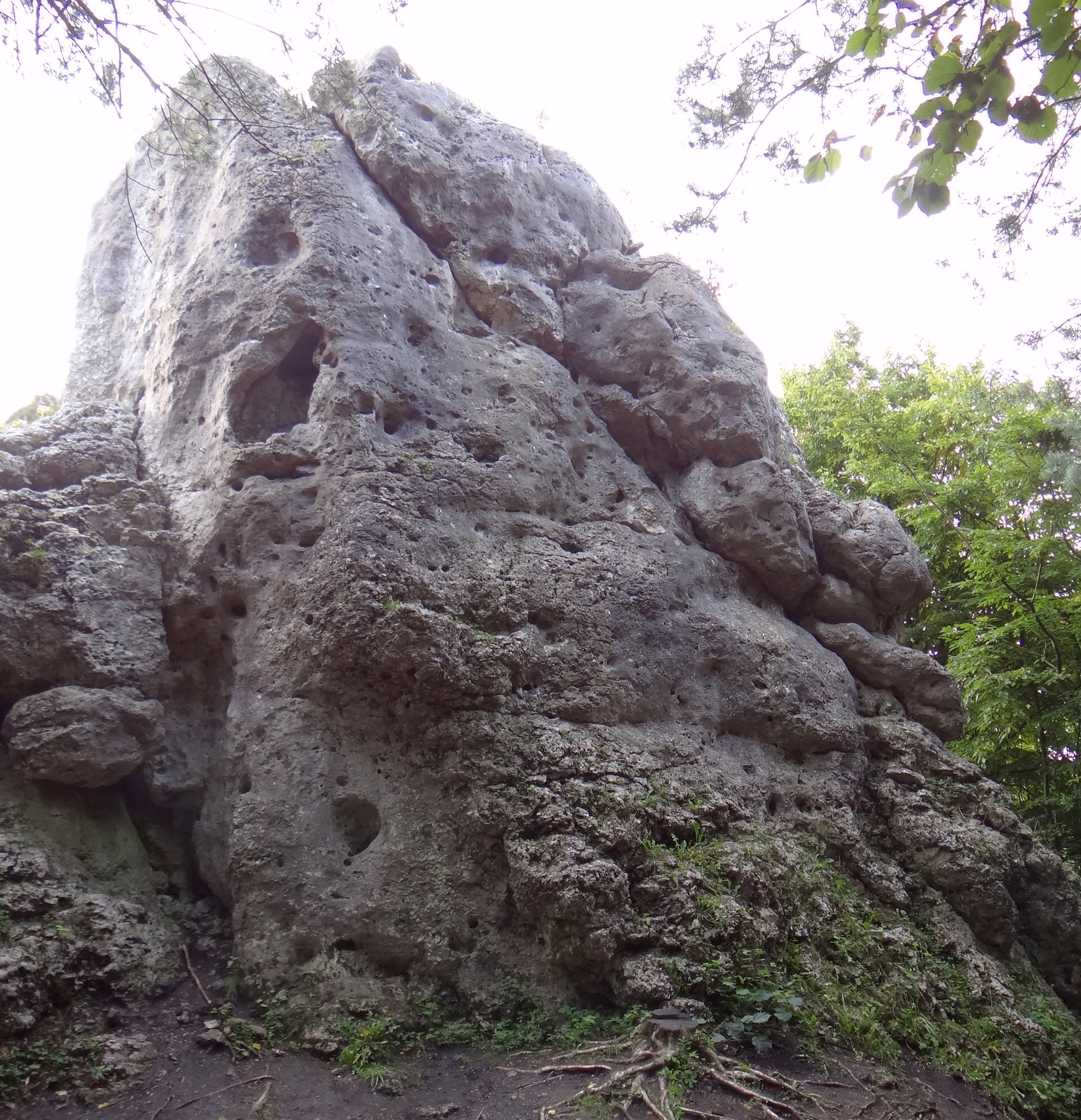
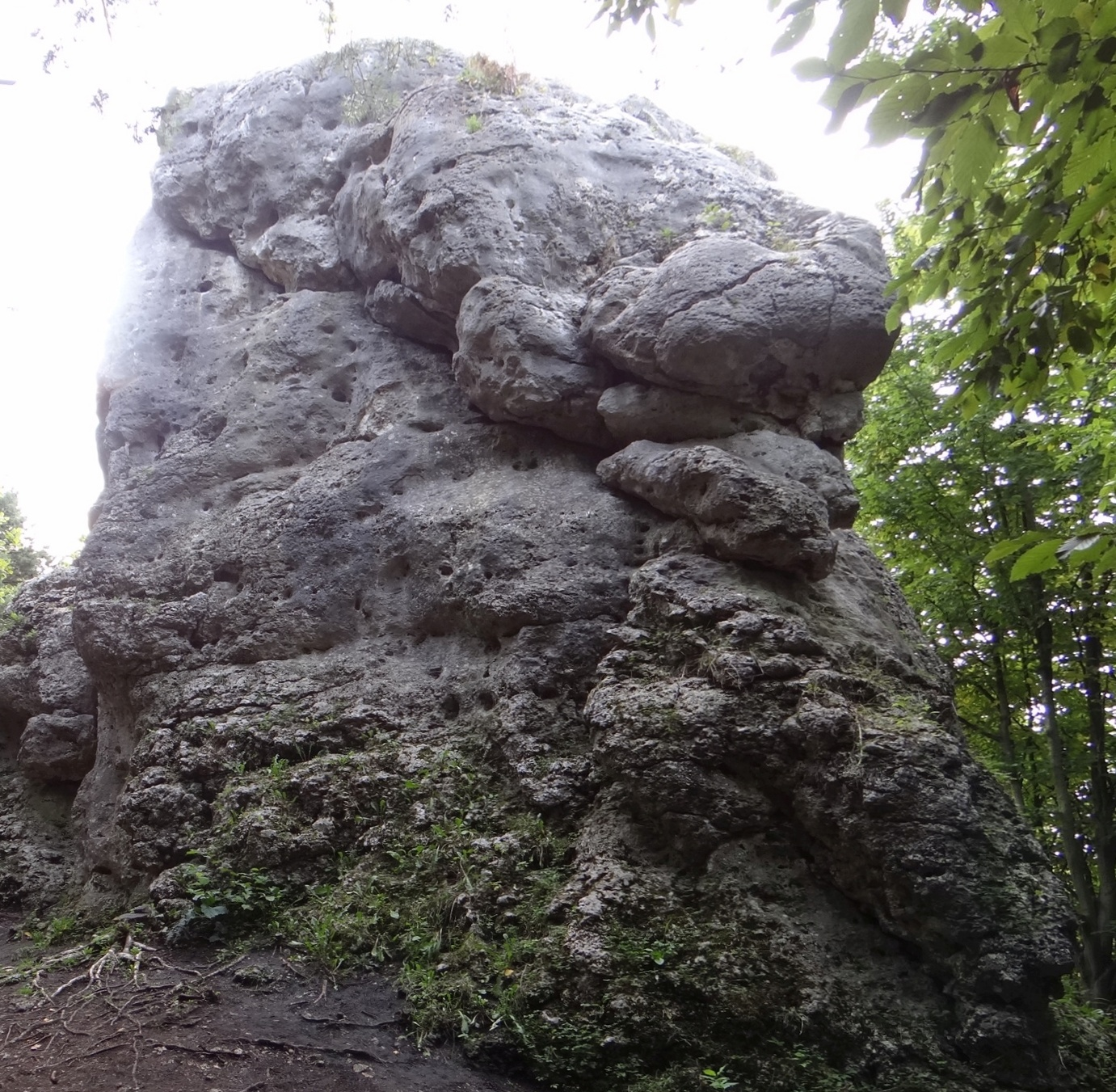
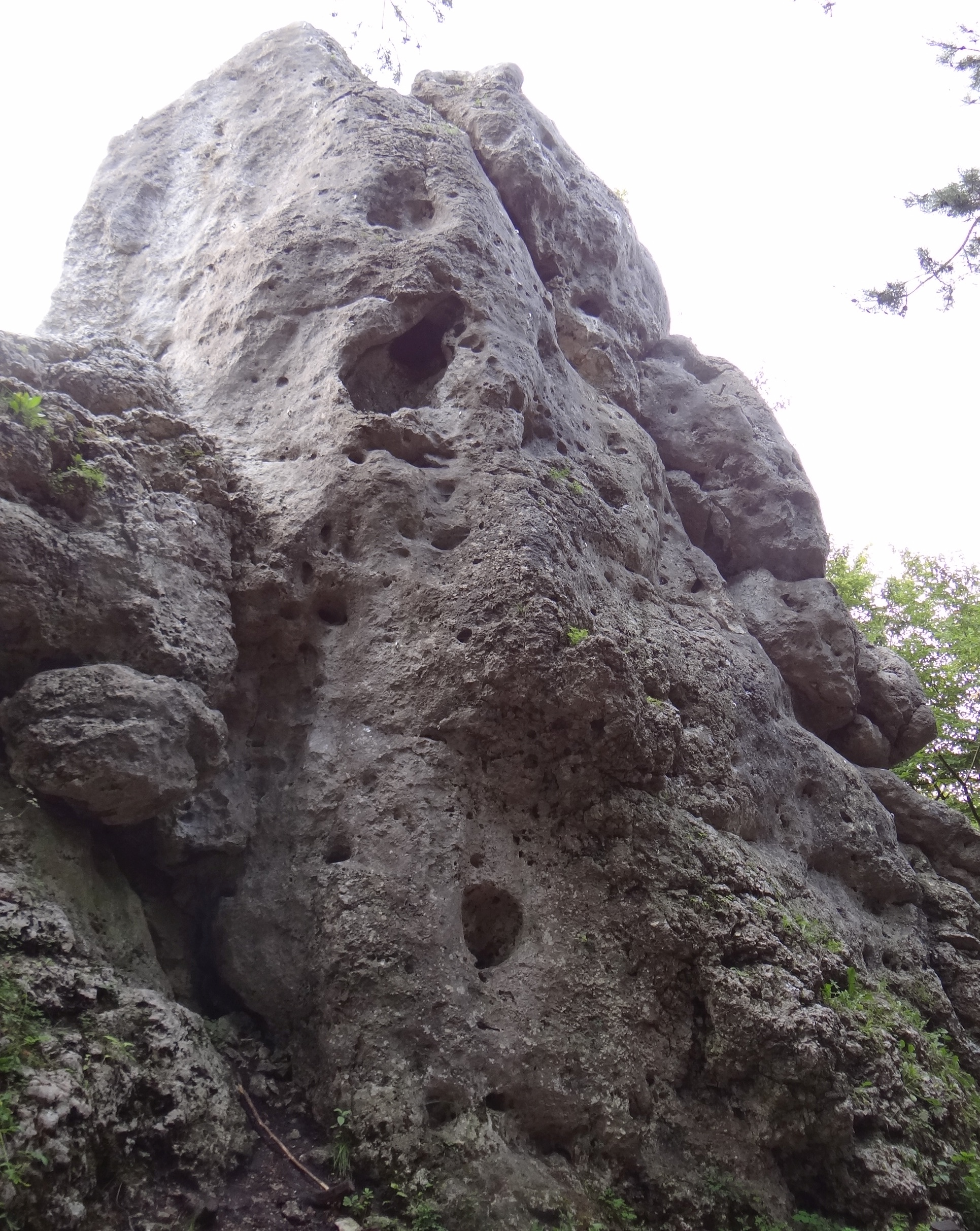
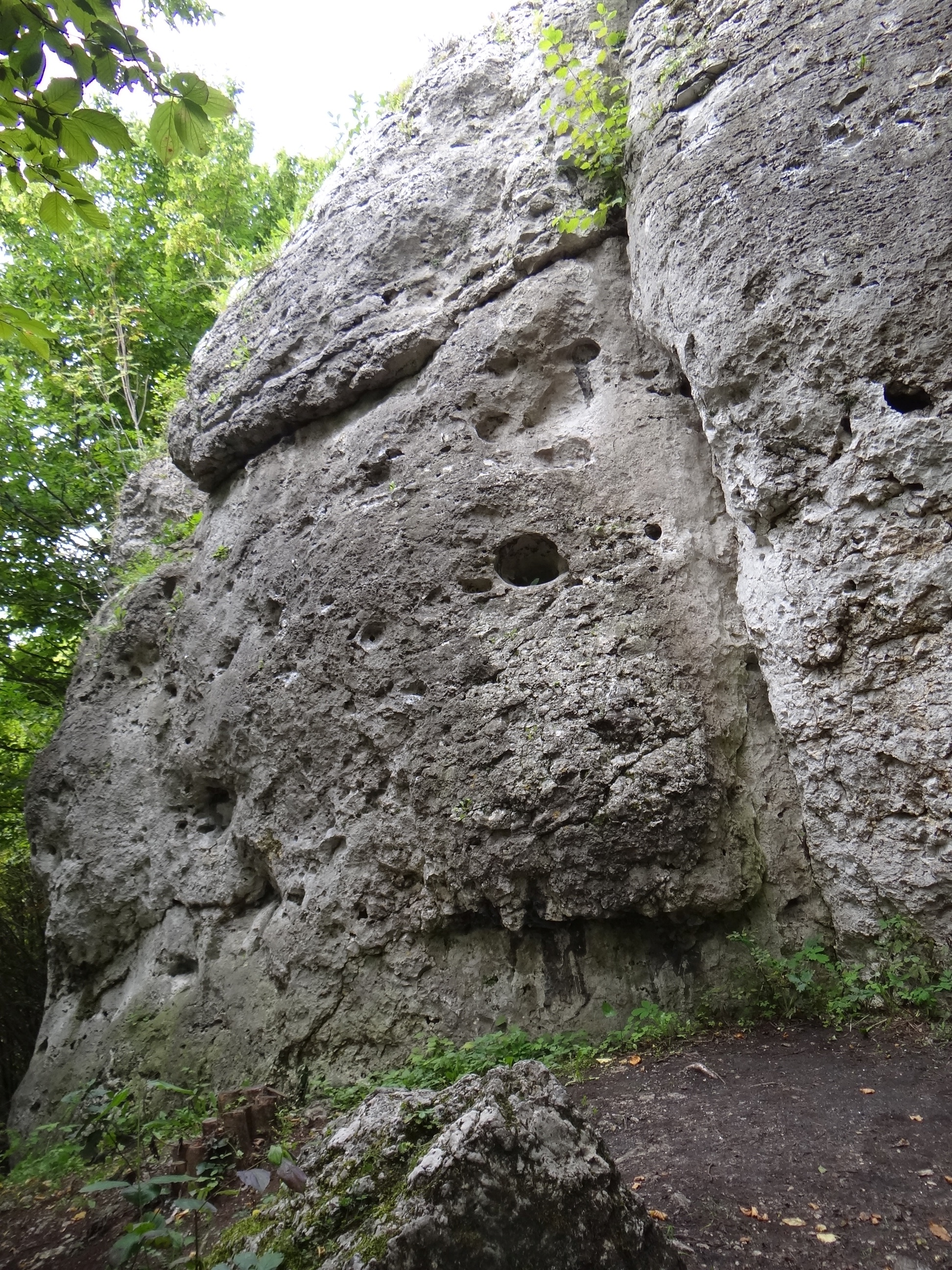
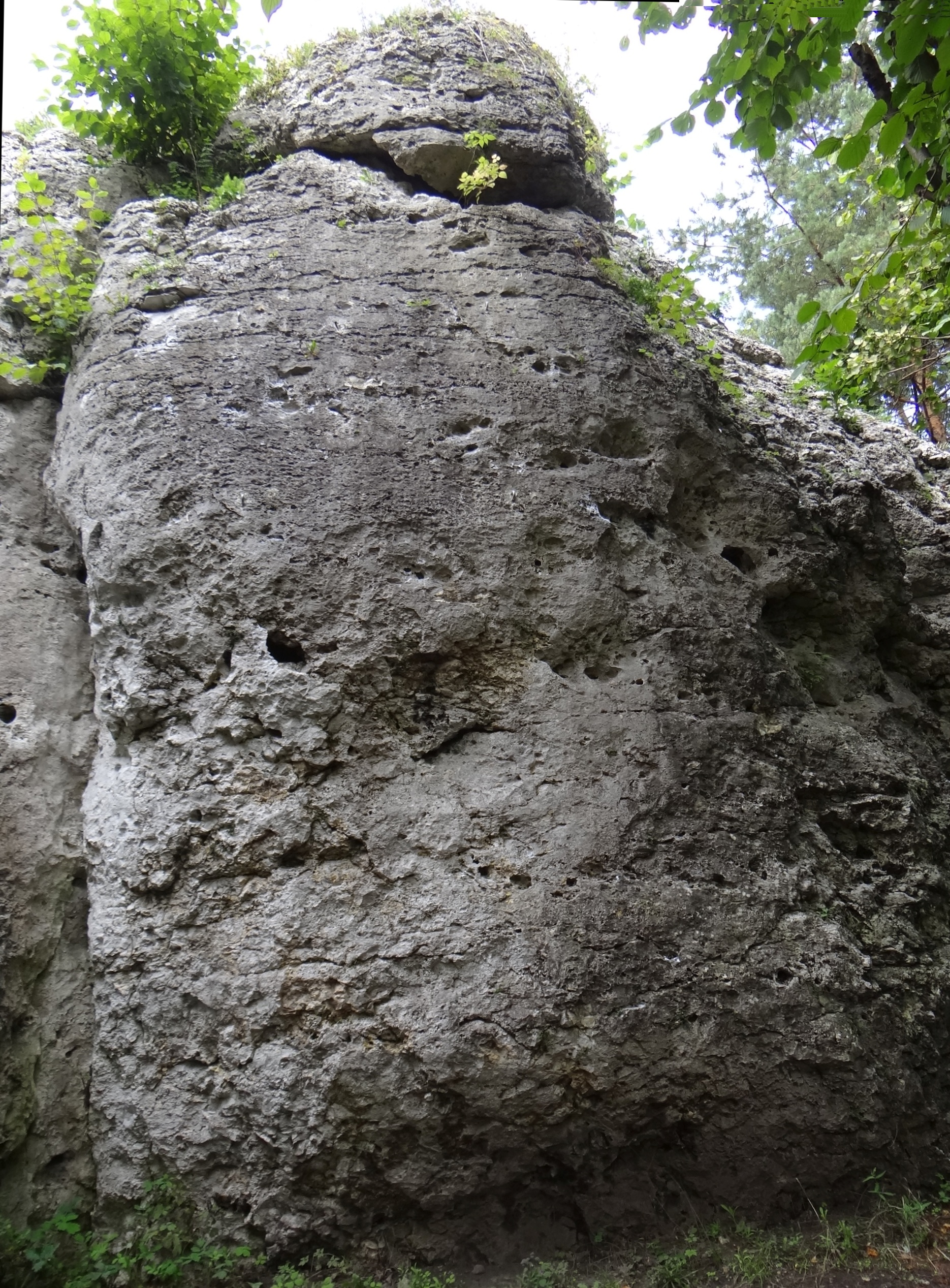

11. Elektryczna rynienka; VI, 4r + drz
12. Brygada Bydzia; V+, 4r + 2rz
13. Wysokie wspięcie; V+, 5r + 2rz
14. Załupa pod prądem; IV, 2r + trad
15. Krótkie napięcie; V+, 5r + rz
16. Grzebień; III, 4r + 2rz
17. Dziura w zasilaniu; IV+, trad + st
18. Dziura w zasilaniu; IV+, trad
19. Pimpuś Sadełko; V, 3r + drz
20. Pod napięciem; IV+, 4r + st
21. Bułka z masłem; IV, 4r + st
22. Przeminęło z wiatrem; VI, 4r + st
23. Hydro zagadka; VI.1+, 4r + st[1].

Przy tej samej linii wysokiego napięcia i po tej samej stronie, nieco dalej na północ znajduje się druga skała wspinaczkowa – Muminek, a około 50 m dalej na północ i nieco głębiej w lesie skała Alf.